# Blood on the Tracks
Blood on the Tracks ist das 15. Studioalbum des amerikanischen Musikers Bob Dylan. Es erschien am 20. Januar 1975 auf dem Plattenlabel Columbia Records und wurde von Phil Ramone produziert. Die LP war Dylans zweites Nummer-eins-Album in den Vereinigten Staaten und gilt als unbestrittenes Meisterwerk.
In ihrer Auflistung der „500 besten Alben aller Zeiten“ der US-amerikanischen Ausgabe des Rolling Stone aus dem Jahr 2020 belegt das Album den neunten Platz.

## Entstehung
Im Frühjahr 1974 hatte Bob Dylan mit seinen alten Weggefährten von The Band eine umjubelte Comeback-Tournee durch Nordamerika bestritten und sich eindrucksvoll auf der Bühne zurückgemeldet. Anschließend belegte er einen zweimonatigen Kurs bei dem New Yorker Kunstpädagogen und Maler Norman Raeben, der nach Dylans eigener Aussage seine Herangehensweise an Songtexte und Lieder entscheidend veränderte. Zeitgleich erhielten die Gerüchte über eine Trennung von seiner Ehefrau Sara laufend frische Nahrung. Während sich Sara streng von aller öffentlichen Aufmerksamkeit abschottete, war Dylan immer wieder in Begleitung unbekannter Damen zu sehen. Die Beziehung, die Dylan Mitte der Sechziger Jahre wohl das Leben rettete, ging in einem langen, schmerzhaften, aber letztlich unvermeidlichen Prozess zu Ende. Unter dem unmittelbaren Eindruck der Auflösung der für ihn lange so lebenswichtigen Verbindung  zu seiner Frau, zog sich Dylan im Juli auf eine Farm nach Minnesota zurück und verfasste zahlreiche Texte, die letztlich die Basis für sein neues Album bildeten. Nachdem Dylan seinen Plattenvertrag erneuert hatte und wieder zu Columbia Records zurückgekehrt war, begannen am 16. September 1974 in den A&R Recording-Studios die Aufnahmen zu Blood on the Tracks. Erstmals arbeitete er mit dem Produzenten Phil Ramone zusammen. Am ersten Tag nahm Dylan zunächst elf Stücke alleine mit Akustikgitarre auf, bevor die Studiomusiker (u. a. Eric Weissberg, Richard Crooks, Buddy Cage) am Nachmittag eintrafen und ihn begleiteten. Mit Bandbegleitung nahm Dylan weitere 15 Songs auf, einschließlich fünf Versionen von Idiot Wind.  Trotz seiner privaten Probleme zeigte sich Dylan im Studio ungemein konzentriert, poetisch dicht und kompakt. Nach dem Ende der vier Studiotage am 19. September fanden die besten der Akustik-Solosongs und der Bandsongs den Weg auf das neue Album.
Weil Dylan mit der dunklen Stimmung insgesamt nicht zufrieden war und einen kommerziellen Misserfolg befürchtete, entschied er sich kurz vor der geplanten Veröffentlichung fünf Songs neu aufzunehmen. Am 27. und 30. Dezember 1974 begab er sich in Minneapolis mit lokalen Musikern in das Tonstudio Sound 80, um unter der Regie seines Bruders David Zimmerman die Songs Idiot Wind, You're a Big Girl Now, Tangled Up in Blue, If You See Her Say Hello und Lily, Rosemary and the Jack of Hearts – mit Änderungen in Text, Tempo und Arrangement – neu aufzunehmen. Dies führte dazu, dass Trauer und Wehmut an vielen Stellen einer lebhaften, festlichen Atmosphäre Platz machten.
Kopien von Testpressungen der ursprünglichen Fassungen, die bereits in Umlauf waren, wurden wenig später als Bootlegs verkauft. Im Rahmen des Record Store Day 2019 wurden die ursprünglichen Aufnahmen aus New York als Test Pressing von Columbia Records auf Vinyl veröffentlicht.

## Inhalt und Bedeutung
Nach einigen Jahren mit eher durchschnittlichen, teilweise regelrecht schlechten Alben, legte Dylan mit Blood on the Tracks ein Meisterwerk vor, das in einem Atemzug mit Highway 61 Revisited und Blonde on Blonde genannt werden muss. Für viele Kritiker gilt es sogar als das beste Dylan-Album überhaupt, weil es auf alle Mätzchen verzichtet und vom ersten bis zum letzten Ton konzentriert und treffsicher ist. Durch seinen Motorradunfall am 29. Juli 1966 erlitt Dylan nach eigenen Angaben „eine Art von Amnesie“, die ihm die Fähigkeit geraubt habe, neue Lieder sozusagen „absichtslos“ im Bewusstseinsstrom zu „finden“. Erst nach seiner Arbeit mit Norman Raeben habe er die Fähigkeit erlangt, seine Lieder nunmehr ganz bewusst zu komponieren. 

„Er hat meinen Verstand, meine Hand und mein Auge so zusammengefügt, dass ich bewusst tun konnte, was ich unbewusst empfunden habe.“

Die Texte gehören zum Brillantesten, was Dylan im Laufe seiner gesamten Karriere verfasste und die Platte enthält keinen überflüssigen Ton und keine überflüssige Silbe, es ist zweifellos sein persönlichstes und ehrlichstes Album. Wo er früher noch in kuriose, weitläufige Bilder abschweifte, blieb er auf Blood poetisch dicht und kompakt. Entsprechend ließ er sich nicht mehr von seinen eigenen Worten fortreißen, sondern behandelte seine Themen wissender und bewusster. Als Ergebnis ist das Album emotional äußerst intensiv, zugleich von großer Abgeklärtheit. Die Bruchstücke seiner Beziehung zu Sara liegen auf dem Seziertisch der Öffentlichkeit. Dylan zeigt sich in seinem Schmerz schonungslos, als Kontrapunkt ist die Musik zu den schwermütigen Texten meist locker, eingängig und ungewöhnlich entspannt. Die Platte bietet Dylans beste Gesangsleistung.
Der Opener Tangled Up in Blue ist unbestritten einer der besten Songs, die Dylan je geschrieben hat: In sieben Strophen beschreibt er sieben Episoden einer Beziehung, hinter der jeweils konkrete autobiographische Ereignisse vermutet werden dürfen. Zum ersten Mal gelingt es Dylan, die Zeitkomponente in einem Song vollkommen auszublenden. Die Geschichte findet in Vergangenheit, Gegenwart und Zukunft statt – wie bei einem Gemälde, bei dem Betrachter alles zur gleichen Zeit wahrnehmen. Idiot Wind ist ein schmerzvolles Lied – bitter enttäuscht, zugleich auch wütend und anklagend. In Simple Twist of Fate reflektiert Dylan einige Schlüsselszenen seiner Beziehung zu Sara, kommt allerdings zu der Erkenntnis, dass sich das Rad nicht mehr zurückdrehen lässt und spricht sich in Shelter from the Storm selbst Mut zu. Dagegen setzt sich die schwungvolle Ballade Lily, Rosemary and the Jack of Hearts inhaltlich von den übrigen Songs ab und beschreibt eine Halbweltgeschichte aus dem Wilden Westen. 

„Die Botschaft ist trostlos. Mit 34 - die Ehe ist in die Brüche gegangen - ist er wieder ein isolierter einsamer Drifter. Wie auf allen großen Alben von Dylan ist Schmerz die Kehrseite seiner legendären Grausamkeit. Irgendwann, vermutlich zu Beginn des Scheiterns seiner Ehe, muss seine Selbstbezogenheit zu Selbsthass geronnen sein. Auf Dylan liegt ein ganz besonderer Fluch. Er scheint unfähig, tiefe und dauerhafte Beziehungen zu etablieren. Er sucht die Liebe, die er braucht, um sie seiner Kunst zu opfern, wie Joyce oder Mailer das vermochten. Blood on the Tracks ist ein großartiges Album, weil er diesen Fluch als Gegenwind nimmt und in diesen hineinschreibt. Die ganze Platte ist der furchtbare Schrei eines Mannes, der von seiner eigenen Freiheit zerrissen wird.“

## Titel
Seite 1 (LP)
1. Tangled Up in Blue – 5:40
2. Simple Twist of Fate – 4:18
3. You’re a Big Girl Now – 4:36
4. Idiot Wind – 7:45
5. You’re Gonna Make Me Lonesome When You Go – 2:58

Seite 2 (LP)
1. Meet Me in the Morning – 4:19
2. Lily, Rosemary and the Jack of Hearts – 8:50
3. If You See Her, Say Hello – 4:46
4. Shelter from the Storm – 4:59
5. Buckets of Rain – 3:29

## Offizielle Versionen der Songs
Bereits auf dem Live-Album Hard Rain (1976) befinden sich neu arrangierte Versionen von Shelter from the Storm, You’re a Big Girl Now und Idiot Wind. Auch Bob Dylan At Budokan (1978) enthält Shelter from the Storm sowie Simple Twist of Fate.
Auf Biograph wurde 1985 ein erster Song (You’re a Big Girl Now) der New-York-Studioaufnahmen veröffentlicht. Auf The Bootleg Series Vol. 1–3 folgten 1991 Tangled Up In Blue, Idiot Wind und If You See Her Say Hello.
Eine textlich stark veränderte Solo-Live-Version von Tangled Up In Blue ist auf Real Live von 1984 zu hören.
2002 erschien ein Live-Konzert der Rolling Thunder Revue (1975) mit Simple Twist of Fate und Tangled Up In Blue (auf extra DVD auch als Video).
Auf dem Soundtrack von Jerry Maguire – Spiel des Lebens wurde 1995 eine unbekannte Studioversion von Shelter from the Storm mit einem Extra-Vers von 1974 veröffentlicht.
Im November 2012 wurde eine alternative Studioversion von Meet me in the Morning veröffentlicht.
2018 erschien im Rahmen der Bootleg Series eine 6 CDs umfassende Sammlung von Outtakes der New York Sessions (More Blood, More Tracks).